# نزهه الزاهد
نُزهه الزاهد و نهزه العابد اثری است ادبی و دعایی که در آن به توضیح یا ترجمه کلمات پیشوایان شیعه پرداخته شده‌است. این کتاب، از جمله کهن‌ترین کتاب‌های دعایی شیعه به‌شمار می‌رود که به لحاظ توضیحات پارسی و نیز تنظیم و تبویب و اختصار، حائز اهمیت بوده و گویای نفوذ تشیّع امامی در ایران قرن ششم و هفتم است. نویسنده کتاب در قرن ششم می‌زیسته‌است. این کتاب در سال ۱۳۷۳ هجری شمسی توسط رسول جعفریان ترجمه و تصحیح شده‌است.
مصحح کتاب در مقدمه به هدف نویسنده اینگونه اشاره دارد: «مهم‌ترین راهی که بزرگان اخلاق برای رسیدن به شناخت و دوری از گناهان به آن سفارش کرده‌اند و پیرامون آن آیات و روایات بسیاری وجود دارد، مراقبت و مواظبت از نفس است. در کتاب حاضر، نگارنده در شانزده فصل به این موضوع پرداخته و راه‌های مختلف مراقبت از نفس و دوری از گناه را برشمرده است. از جمله سرفصل‌های کتاب عبارت‌اند از: وظایف دوستداران و شیعیان امام حسین؛ داشتن خلوص نیت؛ علت نحس بودن ماه صفر؛ اعمال روز اول ماه ربیع‌الاول؛ نقش امامان در قضای حوائج؛ گناهان خفی و پنهانی؛ نهایت گمراهی در عصر جاهلیت؛ مناجات شعبانیه؛ شرایط دعا؛ اعمال شب قدر؛ زکات فطره؛ سعی در اخلاص به فضیلت عید غدیر و مشروح رویداد مباهله.»